# Eli Jones Henkle
Eli Jones Henkle (ur. 24 listopada 1828, zm. 1 listopada 1893 w Baltimore, Maryland) – amerykański polityk związany z Partią Demokratyczną. W latach 1875–1881 przez trzy kadencje Kongresu Stanów Zjednoczonych był przedstawicielem piątego okręgu wyborczego w stanie Maryland w Izbie Reprezentantów Stanów Zjednoczonych.